# San Michele di Serino
San Michele di Serino ist eine italienische Gemeinde mit 2409 Einwohnern (Stand 31. Dezember 2023) in der Provinz Avellino in der Region Kampanien.

## Geografie
Die Nachbargemeinden sind Aiello del Sabato, Cesinali, Santa Lucia di Serino, Santo Stefano del Sole und Serino.

## Infrastruktur

### Straße
- Autobahnausfahrt Avellino-est A16 Neapel–Canosa
- SR 2  Ausfahrt Serino RA2 Avellino–Salerno
- Via Appia

### Bahn
- Der Ort liegt an der Bahnstrecke Salerno–Avellino–Benevento.

### Flug
- Flughafen Neapel